# Katharina Binz
Katharina Binz (* 30. Oktober 1983 in Zell (Mosel)) ist eine deutsche Politikerin (Bündnis 90/Die Grünen). Von 2017 bis 2021 war sie Mitglied des rheinland-pfälzischen Landtages. Seit dem 18. Mai 2021 ist sie Ministerin für Familie, Frauen, Kultur und Integration sowie seit dem 15. Dezember 2021 die stellvertretende Ministerpräsidentin von Rheinland-Pfalz.

## Politik und Leben
Katharina Binz wuchs in Mesenich und Moritzheim (Hunsrück) auf. Sie legte 2003 ihr Abitur ab und zog nach Mainz, wo sie an der Johannes Gutenberg-Universität Politikwissenschaft und Philosophie studierte und als Politikwissenschaftlerin im Jahre 2015 abschloss. In der Wahlperiode 2005–2006 war sie Vorsitzende des AStA der Uni Mainz. Von der Ebene der lokalen studentischen Politik wechselte sie im Anschluss auf die Bundesebene und war Vorstandsmitglied im bundesweiten Studierendenverband „freier zusammenschluss von student*innenschaften“. Der AStA der Uni Mainz konnte sie als Referentin für politische Bildung 2009 wiedergewinnen.
Seit 2007 ist Binz Mitglied im Kreisvorstand der Bündnis 90/Die Grünen Mainz. Kommunalpolitisch aktiv wurde sie zu den Kommunalwahlen in Rheinland-Pfalz 2009, bei denen sie ein Mandat im Stadtrat von Mainz erlangte.
Sie wurde auch als Nachrückerin für einen von drei Sitzen für die Grünen im Ortsbeirat des Ortsbezirks Mainz-Hartenberg-Münchfeld gewählt, und trat das Mandat am 8. August 2011 an. Aus diesem Gremium schied sie wegen eines Umzugs nach Mainz-Finthen am 30. November 2013 aus.
Vom 20. April 2013 bis zum 20. Mai 2017 war Binz Landesvorsitzende der Bündnis 90/Die Grünen Rheinland-Pfalz. Am 1. April 2017 rückte sie für Eveline Lemke in den rheinland-pfälzischen Landtag nach und legte am 20. Mai 2017 ihr Amt als Landesvorsitzende nieder.
Zur Landtagswahl am 14. März 2021 trat sie für die Grünen im Wahlkreis Mainz I an und gewann mit 29,6 Prozent der Erststimmen hier das erste Direktmandat für die Grünen im rheinland-pfälzischen Landtag. Am 18. Mai 2021 wurde sie zur Ministerin für Familie, Frauen, Kultur und Integration ernannt. Im Zuge dessen legte sie ihr Landtagsmandat nieder, für sie rückte Daniel Köbler in den Landtag nach. Ab dem 7. Dezember 2021 leitete sie bis zur Ernennung der Nachfolgerin Katrin Eder am 15. Dezember kommissarisch das Ministerium für Klimaschutz, Umwelt, Energie und Mobilität, da die zuständige Ministerin Anne Spiegel zur Bundesfamilienministerin ernannt worden war. Binz wurde als Spiegels Nachfolgerin auch zur stellvertretenden Ministerpräsidentin ernannt.
Am 10. Mai 2025 wurde Binz auf Listenplatz 3 der Grünen für die Landtagswahl 2026 sowie am 23. Juni 2025 als Direktkandidatin im Wahlkreis Mainz I (Wahlkreis 27) gewählt.

## Privates
Binz ist Mutter zweier Kinder.